# Imogen Simmonds
Pour les articles homonymes, voir Simmonds.
Imogen Simmonds née le 8 mars 1993 à Hong Kong est une triathlète professionnelle britannico-suisse, vainqueur sur compétition Ironman 70.3.

## Biographie
Imogen Simmonds est née à Hong-Kong en 1993. Elle grandit à Hong Kong pendant les neuf premières années de sa vie et participe à un meeting de natation à l'âge de huit ans et à son premier triathlon à l'âge de neuf ans. 
Après avoir passé une partie de sa scolarité à Cheltenham College où elle pratique différents sports collectifs, elle entre à Imperial College London où elle devient vice-capitaine de l'équipe de Lacrosse. Elle obtient un Masters in Environmental Studies and Business en 2015.
Après avoir arrêté le triathlon pendant plusieurs années, elle reprend cette pratique sportive en 2014 et se qualifie aux championnats du monde de triathlon sprint et d'Europe en catégorie d'âge où elle termine troisieme et seconde. 
En 2024, elle cesse de concourir sous la bannière anglaise pour concourir sous la nationalité suisse.

## Palmarès
Le tableau présente les résultats les plus significatifs (podium) obtenus sur le circuit international de triathlon depuis 2017,.
| Année | Compétition                                  | Pays                | Position           | Temps           |
| ----- | -------------------------------------------- | ------------------- | ------------------ | --------------- |
| 2024  | Étape du T100 2024 de Londres                | Angleterre          | Médaille d'argent  | 3 h 39 min 11 s |
| 2023  | Challenge Vieux Boucau                       | France              | Médaille d'argent  | 4 h 5 min 2 s   |
| 2023  | Challenge Peguera (en) Mallorca              | Espagne             | Médaille d'or      | 4 h 21 min 8 s  |
| 2023  | Challenge Barcelone                          | Espagne             | Médaille d'or      | 2 h 49 min 44 s |
| 2023  | Championnats du monde d'Ironman 70.3 - Lahti | Finlande            | Médaille de bronze | 3 h 57 min 55 s |
| 2023  | Ironman 70.3 Tallin                          | Estonie             | Médaille d'argent  | 4 h11 s         |
| 2023  | Challenge Walchsee                           | Autriche            | Médaille d'or      | 4 h 13 min 42 s |
| 2023  | Challenge Cagnes-Sur-Mer                     | France              | Médaille d'or      | 4 h 43 min 3 s  |
| 2022  | Challenge Peguera (en) Mallorca              | Espagne             | Médaille d'or      | 4 h 20 min 57 s |
| 2022  | Ironman 70.3 Gdynia                          | Pologne             | Médaille d'or      | 4 h 7 min 38 s  |
| 2021  | Challenge Peguera (en) Mallorca              | Espagne             | Médaille d'argent  | 4 h 15 min 58 s |
| 2021  | Ironman 70.3 Pays d'Aix                      | France              | Médaille d'or      | 4 h 22 min 54 s |
| 2021  | Ironman Finland                              | Finlande            | Médaille de bronze | 9 h 2 min 51 s  |
| 2021  | Challenge Sankt Pölten                       | Autriche            | Médaille d'argent  | 4 h 20 min 31 s |
| 2021  | Ironman 70.3 Dubai                           | Émirats arabes unis | Médaille d'argent  | 4 h 2 min 1 s   |
| 2020  | Ironman 70.3 Dubai                           | Émirats arabes unis | Médaille d'or      | 3 h 58 min 36 s |
| 2019  | Triathlon Laguna Phuket                      | Thaïlande           | Médaille d'or      | 2 h 33 min 14 s |
| 2019  | Championnat du monde Ironman 70.3 - Nice     | France              | Médaille de bronze | 4 h 28 min 10 s |
| 2019  | Ironman Allemagne                            | Allemagne           | Médaille d'argent  | 9 h 26 min 1 s  |
| 2019  | Ironman 70.3 Luxembourg                      | Luxembourg          | Médaille d'or      | 4 h 11 min 30 s |
| 2018  | Ironman 70.3 Xiamen                          | Chine               | Médaille d'or      | 4 h 12 min 41 s |
| 2018  | Ironman 70.3 Shangai                         | Chine               | Médaille d'argent  | 4 h 7 min 52 s  |
| 2018  | Ironman 70.3 Suisse                          | Suisse              | Médaille d'argent  | 4 h 16          |
| 2018  | Ironman 70.3 Liuzhou                         | Chine               | Médaille d'argent  | 4 h 20 min 1 s  |
| 2017  | Ironman 70.3 Thaïlande                       | Thaïlande           | Médaille d'or      | 4 h 16 min 49 s |
| 2017  | Ironman 70.3 Xiamen                          | Chine               | Médaille d'argent  | 4 h 14 min 34 s |
| 2017  | Challenge Kanchanaburi                       | Thaïlande           | Médaille d'argent  | 4 h 49 min 28 s |